# Happy Pills
«Happy Pills» —en español: «Pastillas felices»— es una canción de la cantante estadounidense y compositora Norah Jones. Es el primer sencillo de su 5.º álbum de estudio Little Broken Hearts y fue lanzado digitalmente el 6 de marzo de 2012. La canción fue escrita por Jones y coescrita y producida por Danger Mouse. Cuenta la historia de Jones a sí misma la emancipación de una relación y encontrar que es mejor sola. Musicalmente, es una canción de jazz optimista. Ha recibido críticas positivas, con muchos críticos que complementan la química entre Jones y Burton y su estilo "pegajoso y ventoso".

## Posicionamiento en listas
| Listas (2012)                               | Mejor posición |
| ------------------------------------------- | -------------- |
| Bélgica (Flandes) (Ultratip Bubbling Under) | 16             |
| Bélgica (Valonia) (Ultratip Bubbling Under) | 16             |
| Francia (SNEP)                              | 188            |
| Japan (Japan Hot 100)                       | 7              |
| US Billboard Rock Songs                     | 44             |
| US Billboard Adult Contemporary             | 13             |